# Persoonia linearis
Persoonia linearis är en tvåhjärtbladig växtart som beskrevs av Gábor Gabriel Andreánszky. Persoonia linearis ingår i släktet Persoonia och familjen Proteaceae. Inga underarter finns listade i Catalogue of Life.